# 阿马兰卡村委员会
阿马兰卡村委员会（俄语：Амаранский сельсовет）是俄罗斯联邦阿穆尔州罗姆内区所属的一个村委员会。其下辖有3个居民点，行政中心为阿马兰卡。据2016年统计，该村委员会的人口为378人。